# Eri Kawai
Eri Kawai (japanisch 河井 英里, eigentlich: 河井 英理, Kawai Eri; * 8. Mai 1965 in der Präfektur Tokio; † 4. August 2008 in Chūō (Tokio)) war eine japanische Singer-Songwriterin und Arrangeurin.

## Leben
Eri Kawai studierte an der Tokyo National University of Fine Arts and Music Komposition. Sie sang und komponierte klassische Musik, Pop-Musik und Weltmusik.
Im Jahr 1991 war sie Vizesiegerin bei der von Kitty Records gesponserten CSPC Audition. 1997 erschien bei AEL Records ihr erstes Album Ao ni Sasageru, das allerdings aus Zeitgründen mit fünf Stücken nur ein Mini-Album wurde. 2002 wurde dieses bei Earthrise Records erneut aufgelegt. 2001 erschien bei Universal Music unter ihrem Projekt Erie ihr erstes vollständiges Album Prayer.
Bei der Ausstrahlung der Olympischen Winterspiele 2002 wurde ihr Lied Kisuturina (キストゥリナ) aus dem Album Ao ni Sasageru verwendet.
Eri Kawai starb 2008 an Leberkrebs. Im Dezember 2008 erschienen mit Kaze no Michi e und Himawari zwei Alben zu ihrem Gedenken.

## Diskografie (Auswahl)
Alben
- Ao ni Sasageru (青に捧げる; 1997, AEL Records; Earthrise Records[2])
- Prayer (2001, Universal Music (Japan)) als Erie (エリ, Eri)
- Kaze no Michi e (風の道へ; 2008, Piyopiyo Records)
- Himawari (ひまわり; 2008, flying Dog): Enthält hauptsächlich Stücke aus Aria The Animation.
- Oriental Green (2009, Piyopiyo Records, 2 CDs+DVD)[3]

Kompilationen
- Crayon Shin-chan: Ongaku-shū (クレヨンしんちゃん 音楽集; 1993, Warner Music Japan)
- Aretha – Mahō Ningyō no Requiem: Ongaku-shū (アレサ ～魔法人形のレクイエム～ 音楽集; 1993, Columbia Music Entertainment)
- Boku no Chikyū o Mamotte: Image Soundtrack Vol. 2 (ぼくの地球を守って イメージサウンドトラック Vol. 2; 1994, Victor Entertainment)
- Rurōni Kenshin – Meiji Kenkaku Romantan – Jūyūshi Imbō-hen: Original Game Soundtrack (るろうに剣心 -明治剣客浪漫譚- 十勇士陰謀編 オリジナルゲームサウンドトラック; 1998, Sony Music Records)
- Strange Dawn Original Soundtrack (Strange Dawn オリジナルサウンドトラック; 2000, Geneon Entertainment)
- The sound side of Apocripha/0 (2001, Lantis)
- Gekijōban AIR Original Soundtrack (劇場版AIR　オリジナルサウンドトラック; 2005, Frontier Works)
- Aria The Animation Original Soundtrack (2005, Victor Entertainment)
- Issho ni Utaō/Hoshi Monogatari (いっしょに唄おう!/星物語, 2005, Columbia Music Entertainment)
- Aria The Natural Vocal Song Collection (2006, Victor Entertainment)
- Fate/stay night [Réalta Nua] Original Soundtrack (2007, Geneon Entertainment)
- Almateria/Negai (Almateria/願い; 2007, Frontier Works)

Singles
- Shalion (シャ・リオン; 1993, Pony Canyon) als Eri (エリ)
- Madoromi no Rinne (まどろみの輪廻; 2006, Lantis, Abspannlied zum Anime Utawarerumono)

## Buch mit Begleitmusik
- kiRite (2005, Procyon Studio; Gesang)